# Coelotanypus tricolor
Coelotanypus tricolor är en tvåvingeart som först beskrevs av Friedrich Hermann Loew 1861.  Coelotanypus tricolor ingår i släktet Coelotanypus och familjen fjädermyggor. Inga underarter finns listade i Catalogue of Life.